# Seirō
Seirō (jap. 聖籠町 Seirō-machi) – miasto w Japonii, na wyspie Honsiu, w prefekturze Niigata. Według danych na rok 2020 miejscowość zamieszkiwało 14 259 mieszkańców , a gęstość zaludnienia wyniosła 379,4 os./km².